# マイク・パイル
マイク・パイル（Mike Pyle、1975年9月18日 - ）は、アメリカ合衆国テネシー州ドレスデン出身の男性総合格闘家。シンジケートMMA所属。元WEC世界ウェルター級王者。
一瞬でサブミッションを極める様から「クイックサンド」（流砂）の異名を持つ。

## 来歴
テネシー州ドレスデンで育つが、当時ドレスデンには総合格闘技のジムが存在しなかった。17歳で家を出てアラバマ州バーミングハムに移住し、おじが経営する機械屋で機械工として働き始めた。バーミングハムではテコンドーを始めたが、その後に友人から借りたブラジリアン柔術の教則ビデオを熱心に研究した。
1999年11月13日、プロ総合格闘技デビュー戦となったISCFでクイントン・"ランペイジ"・ジャクソンと対戦し、判定負け。205ポンドのジャクソンに対し、パイルは175ポンドで試合に臨んでいた。
2002年7月13日、RFCでジョン・フィッチと対戦し、チョークスリーパーで一本勝ち。
2005年10月14日、WEC世界ウェルター級王座決定戦でブレット・バーグマークと対戦し、三角絞めで一本勝ちを収め王座獲得に成功した。
2006年1月13日、WEC世界ウェルター級タイトルマッチでショーニー・カーターと対戦し、三角絞めで一本勝ちを収め初防衛に成功した。
2006年、IFLに参戦し、ロサンゼルス・アナコンダスに所属。シーズン通算成績は1勝2敗であった。
2008年5月18日、戦極初参戦となった戦極 〜第二陣〜でダン・ホーンバックルと対戦し、三角絞めで一本勝ち。
2008年7月19日、Affliction旗揚げ戦Affliction: BannedでJJ・アンブローズと対戦し、チョークスリーパーで一本勝ち。

### UFC
2009年5月23日、UFC初参戦となったUFC 98でブロック・ラーソンと対戦し、肩固めで一本負け。
2009年9月16日、UFC Fight Night: Diaz vs. Guillardでクリス・ウィルソンと対戦し、ギロチンチョークで一本勝ち。UFC初勝利となった。
2010年1月2日、UFC 108でジェイク・エレンバーガーと対戦し、パウンドでTKO負け。6月12日、UFC 115でジェシー・レノックスと対戦し、三角絞めで一本勝ち。
2010年10月16日、UFC 120でジョン・ハザウェイと対戦し、3-0の判定勝ち。
2012年6月8日、UFC on FX 3でジョシュ・ニアーと対戦し、右フックでKO勝ち。ノックアウト・オブ・ザ・ナイトを受賞した。
2016年2月6日、UFC Fight Night: Hendricks vs. Thompsonでショーン・スペンサーと対戦し、膝蹴りでTKO勝ち。ファイト・オブ・ザ・ナイトを受賞した。

## 戦績
| 総合格闘技 戦績 | 総合格闘技 戦績 | 総合格闘技 戦績 | 総合格闘技 戦績 | 総合格闘技 戦績 | 総合格闘技 戦績 | 総合格闘技 戦績 |
| --------------- | --------------- | --------------- | --------------- | --------------- | --------------- | --------------- |
| 41 試合         | (T)KO           | 一本            | 判定            | その他          | 引き分け        | 無効試合        |
| 27 勝           | 7               | 16              | 4               | 0               | 1               | 0               |
| 13 敗           | 7               | 4               | 2               | 0               | 1               | 0               |

| 勝敗 | 対戦相手                             | 試合結果                           | 大会名                                                                  | 開催年月日     |
| ×    | ザック・オットー                     | 1R 2:34 TKO（パウンド）            | UFC 222: Cyborg vs. Kunitskaya                                          | 2018年3月3日   |
| ×    | アレックス・ガルシア                 | 1R 3:34 KO（右フック）             | UFC 207: Nunes vs. Rousey                                               | 2016年12月30日 |
| ×    | アルベルト・ミナ                     | 2R 1:17 KO（左跳び膝蹴り）         | UFC Fight Night: dos Anjos vs. Alvarez                                  | 2016年7月7日   |
| ○    | ショーン・スペンサー                 | 3R 4:25 TKO（膝蹴り）              | UFC Fight Night: Hendricks vs. Thompson                                 | 2016年2月6日   |
| ×    | コルビー・コヴィントン               | 5分3R終了 判定0-3                  | UFC 187: Johnson vs. Cormier                                            | 2015年5月23日  |
| ×    | ジョーダン・メイン                   | 1R 1:12 TKO（左フック→パウンド）   | UFC Fight Night: Henderson vs. dos Anjos                                | 2014年8月23日  |
| ○    | TJ・ウォルドバーガー                 | 3R 4:03 TKO（パウンド）            | UFC 170: Rousey vs. McMann                                              | 2014年2月22日  |
| ×    | マット・ブラウン                     | 1R 0:29 KO（膝蹴り→パウンド）      | UFC Fight Night: Shogun vs. Sonnen                                      | 2013年8月17日  |
| ○    | リック・ストーリー                   | 5分3R終了 判定2-1                  | UFC 160: Velasquez vs. Bigfoot 2                                        | 2013年5月25日  |
| ○    | ジェームス・ヘッド                   | 1R 1:55 TKO（膝蹴り→パウンド）     | The Ultimate Fighter 16 Finale                                          | 2012年12月15日 |
| ○    | ジョシュ・ニアー                     | 1R 4:56 KO（右フック）             | UFC on FX 3: Johnson vs. McCall                                         | 2012年6月8日   |
| ○    | ヒカルド・ファンチ                   | 1R 1:22 TKO（膝蹴り→パウンド）     | UFC 142: Aldo vs. Mendes                                                | 2012年1月14日  |
| ×    | ローリー・マクドナルド               | 1R 3:54 TKO（パウンド）            | UFC 133: Evans vs. Ortiz                                                | 2011年8月6日   |
| ○    | ヒカルド・アルメイダ                 | 5分3R終了 判定3-0                  | UFC 128: Shogun vs. Jones                                               | 2011年3月19日  |
| ○    | ジョン・ハザウェイ                   | 5分3R終了 判定3-0                  | UFC 120: Bisping vs. Akiyama                                            | 2010年10月16日 |
| ○    | ジェシー・レノックス                 | 3R 4:44 三角絞め                   | UFC 115: Liddell vs. Franklin                                           | 2010年6月12日  |
| ×    | ジェイク・エレンバーガー             | 2R 0:22 TKO（右フック→パウンド）   | UFC 108: Evans vs. Silva                                                | 2010年1月2日   |
| ○    | クリス・ウィルソン                   | 3R 2:15 ギロチンチョーク           | UFC Fight Night: Diaz vs. Guillard                                      | 2009年9月16日  |
| ×    | ブロック・ラーソン                   | 1R 3:06 肩固め                     | UFC 98: Evans vs. Machida                                               | 2009年5月23日  |
| ○    | ブライアン・ガサウェイ               | 1R 4:21 腕ひしぎ十字固め           | SuperFights MMA: Night of Combat 2                                      | 2008年10月11日 |
| ○    | JJ・アンブローズ                     | 1R 2:51 チョークスリーパー         | Affliction: Banned                                                      | 2008年7月19日  |
| ○    | ダン・ホーンバックル                 | 1R 4:52 三角絞め                   | 戦極 〜第二陣〜                                                         | 2008年5月18日  |
| ○    | ダミール・ミレニッチ                 | 2R 1:24 チキンウィングアームロック | HCF: Destiny                                                            | 2008年2月1日   |
| ×    | ジェイク・シールズ                   | 1R 3:39 チョークスリーパー         | EliteXC: Renegade                                                       | 2007年11月10日 |
| ○    | アーロン・ウェザースプーン           | 5分3R終了 判定3-0                  | Strikeforce: Shamrock vs. Baroni                                        | 2007年6月22日  |
| ○    | ロス・エバネス                       | 1R 1:55 チョークスリーパー         | EliteXC: Destiny                                                        | 2007年2月10日  |
| ×    | マット・ホーウィッチ                 | 2R 1:02 チョークスリーパー         | IFL: World Championship Semifinals                                      | 2006年11月2日  |
| ○    | ジョン・コール                       | 1R 0:17 ギロチンチョーク           | IFL: Portland                                                           | 2006年9月9日   |
| ×    | ローリー・マーカム                   | 1R 0:44 KO（パンチ）               | IFL: Legends Championship 2006                                          | 2006年4月29日  |
| ○    | グスタボ・シム                       | 1R 1:20 TKO（パンチ連打）          | Gracie FC: Team Gracie vs. Team Hammer House                            | 2006年3月3日   |
| ○    | ショーニー・カーター                 | 1R 2:06 三角絞め                   | WEC 18: Unfinished Business 【WEC世界ウェルター級タイトルマッチ】       | 2006年1月13日  |
| ○    | ブレット・バーグマーク               | 1R 3:36 三角絞め                   | WEC 17: Halloween Fury 4 【WEC世界ウェルター級王座決定戦】              | 2005年10月14日 |
| ○    | トニー・サンザ                       | 1R 1:06 チョークスリーパー         | SportFight 12: Breakout                                                 | 2005年9月16日  |
| ○    | ダミアン・ハッチ                     | 1R 2:07 チョークスリーパー         | SportFight 10: Mayhem                                                   | 2005年5月28日  |
| ○    | パトリック・スール                   | 1R 1:31 TKO（パンチ連打）          | Viking Fight 5: Best of the Best 【ミドル級王座決定トーナメント 決勝】  | 2004年5月2日   |
| ○    | ペトラス・モリカビュチス             | 2R 0:55 三角絞め                   | Viking Fight 5: Best of the Best 【ミドル級王座決定トーナメント 1回戦】 | 2004年5月2日   |
| ○    | アルスチャク・ダハバジャン           | 2R 3:39 三角絞め                   | Viking Fight 4: Champions Night                                         | 2004年2月1日   |
| ×    | ヴァルダス・ポセビュチス             | 1R ギロチンチョーク                | Shooto Lithuania: King of Bushido Stage 1                               | 2003年11月14日 |
| △    | アンドレイ・シモノフ                 | 10分1R終了 ドロー                  | M-1 MFC: Russia vs. The World 5                                         | 2003年4月6日   |
| ○    | ダーン・クーイマン                   | 1R 0:49 チョークスリーパー         | Viking Fight 3: Rumble in the West                                      | 2003年2月15日  |
| ○    | ジョン・フィッチ                     | 1R 2:35 チョークスリーパー         | RFC 1: The Beginning                                                    | 2002年7月13日  |
| ○    | トニー・カナーレス                   | 1R TKO（パンチ）                   | Freestyle Fighting Championships 1                                      | 2002年1月12日  |
| ×    | クイントン・"ランペイジ"・ジャクソン | 5分3R終了 判定0-3                  | ISCF: Memphis                                                           | 1999年11月13日 |

## 獲得タイトル
- ISCFアマチュア中南部ミドル級王座（1999年）
- Viking Fightミドル級王座（2004年）
- 第4代WEC世界ウェルター級王座（2005年）

## 表彰
- ブラジリアン柔術 黒帯
- UFC ファイト・オブ・ザ・ナイト（1回）
- UFC ノックアウト・オブ・ザ・ナイト（1回）

## 出演

### 映画
- ユニバーサル・ソルジャー:リジェネレーション（2009年）